# جوني حمل سلاحه
جوني حمل سلاحه[بحاجة لمصدر] (بالإنجليزية: Johnny Got His Gun) هي رواية للكاتب والسيناريست الأمريكي دالتون ترامبو، وكتبها عام 1938 ونشرها في سبتمبر من العام اللاحق وربحت جائزة الكتب الوطنية وكانت من أفضل المبيعات رغم أنها أتت في وقت حرج زمن الحرب العالمية الثانية.
تدور الرواية حول جو بونهام، وهو جندي في الحرب العالمية الأولى، حيث يتعرض جو لقذيفة مدفعية أفقدته وعيه. يستيقظ جو في المستشفى ليكتشف أنه فقد أطرافه ووجهه (بما فيها عيناه وأذناه وفمه)، لكن دماغه ما زال يعمل، ما جعله سجينا داخل جسده.
أتى عنوان الرواية من عبارة «احمل سلاحك يا جوني» (بالإنجليزية: Johnny Get Your Gun) وإعلان للتجنيد كان موجودا في أمريكا منذ أواخر القرن التاسع عشر